# 5時から9時まで
『5時から9時まで』（ごじからくじまで、From five to nine）は、相原実貴による日本の漫画作品。
『Cheese!』（小学館）にて2009年9月号に読み切りとして掲載された後、2010年3月号より連載化され、2020年5月号で完結した。帯の文句は「相原実貴が描く・東京版SEX AND THE CITY!?」。一つの英会話学校を主な舞台にし、複数の恋模様の進展を群像劇形式で進めていく。その後、スピンオフである『エレベーター降りて左』が同誌にて2021年1月号より2023年8月号まで掲載後、『フラコミlike!』（同社）にて2024年6月25日まで連載された。シリーズの類家発行部数は2021年10月時点で500万部を突破している。
メディアミックスとして、映像化が『Cheese!』2015年10月号にて発表され、同年10月から12月まで『5→9〜私に恋したお坊さん〜』のタイトルでテレビドラマ化された。

## あらすじ
海外ドラマのような生活を夢見ている、英会話講師の桜庭 潤子。27歳の誕生日を境になぜか次々と異性から好意を寄せられるが、なんの因果か毛嫌いしていた見合い相手の僧侶、星川 高嶺と関係を持ってしまう。「深く結ばれた間柄なら結婚は当然の成りゆき」と主張する星川だったが、仕事のスキルアップと海外生活を夢見る潤子には、どうしても星川と結婚し「寺の嫁」になることが受け入れられない。
潤子が複数の男性達との恋に悩んでいる一方、友人で同じく英会話講師の山淵 百絵は彼氏いない歴＝年齢の処女であることに悩んでいた。クールだと誤解される性格はただ不器用なだけで、恋人など一生できないだろうと諦めながらもオタクな趣味を日々の糧にしていた。そんな折に、美形白人講師のアーサー・ラングに趣味を知られ、同時に優しいと評判だった彼が腹黒なことを知ってしまった百絵は、互いの秘密を守ることと引き換えに表向きだけ恋人を演じるはめになってしまった。
英会話学校で事務職員を務める毛利 まさこは、潤子や百絵のような英語スキルを持たずキャリアアップ思考もなく、若さを武器にできるうちに一刻も早く素敵な男性と結婚したいと望んでいた。潤子の男友達であり彼女とは友情以上の思いも抱きあっている三嶋 聡を結婚相手として狙っていたまさこであったが、成り行きでまだ高校生の蜂屋 蓮司と寝てしまう。
蜂屋の友人である男子高校生の里中 由希は、潤子に一目惚れして英会話学校に入校したが、彼女は魅力的な大人の男性達から求愛を受けており、由希に付け入る隙はなかった。自信家の潤子とは対照的に控えめでネガティブな彼女の妹・寧々は、姉への報われない恋に悩む由希に惹かれていく。
一つの英会話学校を主な舞台に、複雑な恋愛模様が繰り広げられる。

## 登場人物

### 主要人物
桜庭 潤子（さくらば じゅんこ）
声 - 白石涼子 / 演 - 石原さとみ
本作の主人公。英会話学校の非常勤講師。上智大学を卒業後、外資系証券会社に就職、３年後に英会話講師へ転職。27歳。日本人講師の中ではトップクラスの英語力。スキルアップして、いずれは海外で仕事をしたいと夢見ている。
27歳の誕生日にその場の勢いで星川と肉体関係を持つ。一度きりのはずだったが、住んでいたマンションが建て替えになり、見合いを勧めた祖母の提案で星川の寺に下宿することになる。
「超やっかいな性格の見合い相手」である星川と「大学時代からの友人」の三嶋の間で心が揺れ動く。また、女生徒だと思っていたユキにも告白される。
西洋的な物や価値観が好きで、ご飯よりもパン、お茶よりもコーヒーを好む。マノロ・ブラニクやジミー・チュウのパンプスをカード払いで購入している。
星川 高嶺（ほしかわ たかね）
声 - 平川大輔 / 演 - 山下智久
潤子と見合いをした僧侶。東京大学卒で、文学部でインド哲学を学んだ。実家の寺は多数の檀家を擁し資産家である。お堅い性格で、潤子と関係を持ったことで「深く結ばれた間柄なら結婚は当然の成りゆき」と主張し、ストーカーを思わせるほどに彼女に執着し追いかける。真摯に潤子を愛するが、尊大な言動が目立つ。「何事もすべて修行」という考えのもとで過去には後腐れのない女性経験が豊富で性に関してテクニシャンだが、男女関係は面倒だと思い誰とも恋はしていなかった。
異様に嫉妬深く、潤子が仕事で男性と二人きりになるのも耐えられない。そのため彼女が早く仕事を辞め、「寺の嫁」になって家庭に入って欲しいと考えている。

### 主要人物の関係者

#### 潤子の関係者
三嶋 聡（みしま さとし）
演 - 古川雄輝
潤子の大学時代のサークル仲間で友人。27歳。エリート商社マン。海外赴任を内示されている。
潤子のことをかつてから意識していたが、お互いプライドが高く友人以上の関係に踏み込めずにいた。しかし潤子と星川の結婚話に気を揉みだし、潤子と関係を持つ。一方でまさことも関係を持った。
毛利 まさこ（もうり まさこ）
声 - 河野茉莉 / 演 - 紗栄子
英会話学校の事務。22歳。「ゼクシィまさこ」の異名を取るほど、結婚情報に詳しい。優れた男性たちを結婚相手として追い求め複数キープする姿は軽薄なようにも見えるが、過大な結婚願望は母子家庭で育つうちに芽生えた切実なものである。両親は略奪愛の末に周囲から祝福されない結婚したものの破局し、まさこは「女はみんながうらやむような結婚式を挙げなきゃだめよ」と母に泣きながら言われて育った。三嶋に好意を寄せ、事あるごとに潤子と三嶋の仲を妨害している。
しかし、ある時蜂屋に弱味を握られ口止め料として彼と寝ることになり、その後も関係を続けるうちに彼の抱える事情を知り惹かれていく。
山淵 百絵（やまぶち ももえ）
声 - 小堀友里絵 / 演 - 高梨臨
英会話学校の講師。28歳。ボーイズラブ好き。クールビューティーと噂されている美人だが、実は口下手なだけの28歳処女。潤子やまさこと親しいが、彼女たちのセックス込みの恋愛トークにいまいちついていけていない。周りからは長所のように思われている長身や、女性としては大きな手足をコンプレックスにしている。BL好きの濃いオタク趣味を知られたことで、アーサーに弱みを握られカモフラージュの彼女にされてしまう。
アーサー・ラング（Arthur Lange）
声 - 柿原徹也 / 演 - 速水もこみち
潤子の同僚のイケメン英会話講師。23歳（途中から24歳）。OLの生徒たちから引っ張りだこで、キッズクラスの母親たちの間にはファンクラブがあると噂されるほどの美形だが、性格は悪魔的で日本人の女の子と片っ端からHしていた。自分の生徒のOL達とのデートをトリプルブッキングさせたことを知られてから、百絵にだけ悪魔的な本性を見抜かれる。BL本をネタに百絵のことも毒牙にかけようとするが、（実は処女のため）彼女のガードが固くかわされてしまう。「彼女のように手強いのは初めて」と百絵に興味を持ち、カモフラージュの交際を持ちかける。
里中 由希（さとなか ゆき）
演 - 髙田彪我（さくらしめじ）
英会話学校の生徒。いつも女子制服で行動しているが男子生徒である。作中ではユキとカタカナで名を表記されることが多い。蜂屋の友人。「青学」に通う高校生で、学校にもわがままを通し女子制服で通っており、校内では女性的な美貌から人気があり、校外では女子生徒と間違われ見惚れられている。街中で外国人に声をかけられ逃げ腰で適当に対応していたところに、颯爽と現れスマートに対応した潤子に一目惚れし英会話学校に入った。男女交際の経験はない。恋敵である星川に強い対抗意識を抱いている。
母子家庭で育ち、恋多き母が失恋しては男性への憎悪を語るのを見て、男の自分では母に愛されないと思い女装を始めるようになったが、現在では母は恋を成就させ精神の安定を得て恋人との関係に夢中なため放置されがちである。
蜂屋 蓮司（はちや れんじ）
声 - 木村良平 / 演 - 長妻怜央（ジャニーズJr.）
英会話学校の生徒。高校生（ユキと同じ「青学」生）。ユキの友人。家が大金持ちのセレブで、高級マンションに一人暮らししている。女性たちからの愛称は「渋谷王子」で、寧々にも「憧れの王子様」と称された。しかし、ユキに言わせれば彼の恋愛は「とっかえひっかえで愛がない」とのことで、性格は最低の女たらし。行きずりの女の子やまさことも関係を持つ。
幼少のころに立て続けに父母と兄嫁を亡くし、その原因はお前にあるのだと兄になじられ、莫大な遺産を継いでいながら常に孤独感に苛まれている。訃報がいつも寝起きに届いてきたため、眠っている間に大切な人を失ってしまうと眠ることに恐怖感を抱え、多くの女性と夜をすごすのは体温を感じながらではないと眠れないため。そのような女の一人でしかなかったまさことの仲を次第に特別なものにしていく。
桜庭 寧々（さくらば ねね）
演 - 恒松祐里
潤子の妹。3巻より登場。「渋女」2年の女子高生。性格は姉と正反対で思考がネガティブ。ある日前から憧れていた蜂谷（とユキ）と知り合い、パーティーに誘われる。蜂谷に恋心を抱くが、蜂谷が行きずりの女の子とキスしているのを見てしまいショックを受ける、はじめは女性だと勘違いしていたユキの方に次第に心が傾いていく。
清宮 真言（原作：せいみや まこと/ドラマ：きよみや まこと）
演 - 田中圭
英会話学校本部教務トレーナーの主任を務める男性。第8巻から登場。潤子の能力を高く買っており、恋に惑う彼女に仕事に生きることを勧め本部に来るように求めてくる。まさこから見れば彼もまた、潤子に「気がある」という。

#### 高嶺の関係者
星川 天音（ほしかわ あまね）
演 - 志尊淳
高嶺の2歳違いの弟。京都弁で話す。寺の息子という立場から、修行のため多感な少年期に親元から引き離され京都で育つ。兄である高嶺のことが大好きであったが、自らが京都へと送られようとした際に助けを求めたにも関わらず高嶺に一蹴されたことで、高嶺に対して逆恨みじみた思いを抱くようになり、「高嶺の大切なものを全て奪う」という気持ちが芽生え、潤子との仲を妨害しようとする。潤子に薬を盛って眠らせ襲おうとまでしたが、事後のように見せかけて潤子を騙すのみに留まった。

## 書誌情報
- 相原実貴 『5時から9時まで』 小学館〈Cheese! フラワーコミックス〉、全16巻
  1. 2010年6月25日発売[小 2]、ISBN 978-4-09-133214-1
  2. 2010年12月24日発売[小 3]、ISBN 978-4-09-133558-6
  3. 2011年5月26日発売[小 4]、ISBN 978-4-09-133859-4
  4. 2012年2月24日発売[小 5]、ISBN 978-4-09-134196-9
  5. 2012年8月24日発売[小 6]、ISBN 978-4-09-134653-7
  6. 2013年1月25日発売[小 7]、ISBN 978-4-09-134899-9
  7. 2013年7月26日発売[小 8]、ISBN 978-4-09-135508-9
  8. 2014年1月24日発売[小 9]、ISBN 978-4-09-135814-1
  9. 2014年8月26日発売[小 10]、ISBN 978-4-09-136335-0
  10. 2015年2月26日発売[小 11]、ISBN 978-4-09-136830-0
  11. 2015年9月25日発売[小 12]、ISBN 978-4-09-137717-3
    - とろける絶頂VOICEドラマCD付き限定版 2015年9月25日発売[小 13]、ISBN 978-4-09-159214-9

  12. 2016年2月26日発売[小 14]、ISBN 978-4-09-138298-6
    - きゅんきゅん極上VOICEドラマCD付き限定版 2016年2月26日発売[小 15]、ISBN 978-4-09-159226-2

  13. 2017年2月24日発売[小 16]、ISBN 978-4-09-139137-7
    - スペシャルイラストコレクション付き限定版 2017年2月22日発売[小 17]、ISBN 978-4-09-941886-1

  14. 2018年2月26日発売[小 18]、ISBN 978-4-09-139878-9
  15. 2019年3月26日発売[小 19]、ISBN 978-4-09-870403-3
  16. 2020年4月24日発売[小 20]、ISBN 978-4-09-870895-6
- 相原実貴 『エレベーター降りて左』 小学館〈フラワーコミックス〉、全3巻
  1. 2021年10月26日発売[小 1]、ISBN 978-4-09-871549-7
  2. 2022年10月26日発売[小 21]、ISBN 978-4-09-871861-0
  3. 2024年7月25日発売[小 22]、ISBN 978-4-09-872756-8
- 相原実貴 『5時から9時まで オフィシャルファンブック』 小学館〈Cheese! フラワーコミックスSPECIAL〉、2015年10月9日発売[小 23]、ISBN 978-4-09-137898-9

## テレビドラマ
『5→9〜私に恋したお坊さん〜』（5じから9じまで わたしにこいしたおぼうさん）のタイトルで、フジテレビ系の月9枠にて2015年10月12日から12月14日まで放送された。主演はこれが月9初主演となる石原さとみ。共演の山下智久は主演作「SUMMER NUDE」以来2年ぶりとなる月9出演。
『めざましテレビ』では月曜日にその日放送される重要シーンを、寺田心演じる那覇三休がレッスンするというコーナーがもうけられた。

### あらすじ（テレビドラマ）
英会話教室の講師を務める27歳の桜庭 潤子（石原さとみ）が主人公。
英語もできる、大学も卒業し学歴もある、結構美人な方。
だからと言って好きな人にいつも振り向いてもらえるわけじゃない・・・
海外移住が夢で、国際結婚や海外赴任のある日本人の男性を狙うが、かんたんにはいかないのが現状である。
そんな中、叔母の勧めでお見合いをセッティングされるも、相手はなんと『お坊さん』。
高身長、高学歴、イケメンで土地持ちと、周りの女子がうらやむが、海外移住が夢である潤子にとっては恋愛の対象外。
しかし相手のお坊さんである星川高嶺は潤子を気に入ってしまう。

### キャスト
〈〉内はドラマ設定年齢。

#### 主要人物（テレビドラマ）
桜庭 潤子〈28 → 29〉
演 - 石原さとみ
星川 高嶺〈29 → 30〉
演 - 山下智久

#### 主要人物の関係者（テレビドラマ）

##### 潤子の関係者（テレビドラマ）
三嶋 聡〈29〉
演 - 古川雄輝
清宮 真言〈36〉
演 - 田中圭
山渕 百絵〈29〉
演 - 高梨臨
毛利 まさこ〈26〉
演 - 紗栄子
桜庭 寧々〈16→17〉
演 - 恒松祐里
木村 アーサー〈30〉
演 - 速水もこみち
里中 由希〈17〉
演 - 髙田彪我（さくらしめじ）
蜂屋 蓮司〈17〉
演 - 長妻怜央（ジャニーズJr.）
桜庭 恵子〈55〉
演 - 戸田恵子
桜庭 満〈56〉
演 - 上島竜兵
桜庭 幸江
演 - 長内美那子
伊能 蘭
演 - 中村アン
ヒロミ〈24〉
演 - 楊原京子

##### 高嶺の関係者（テレビドラマ）
足利 香織〈23〉
演 - 吉本実憂
那覇 三休〈6〉
演 - 寺田心
寺田 光栄〈65〉
演 - 小野武彦
星川 ひばり〈72〉
演 - 加賀まりこ
星川 天音〈23〉
演 - 志尊淳

### スタッフ
- 原作 - 相原実貴 『5時から9時まで』（小学館 『Cheese!』連載中）
- 監督 - 平野眞、谷村政樹、相澤秀幸
- 脚本 - 小山正太、根本ノンジ
- 音楽 - 出羽良彰、羽深由理
- 主題歌 - back number「クリスマスソング」（ユニバーサルシグマ）[9]
- 音楽プロデュース - 志田博英
- 仏教監修 - 猪原健太
- 英語監修・翻訳 - 大神正慶
- VFXスーパーバイザー - 鹿角剛
- プロット協力 - 来島麦
- プロデューサー - 後藤博幸、金城綾香
- 制作 - フジテレビドラマ制作センター
- 制作著作 - フジテレビ

### 放送日程
| 各話                                                           | 放送日   | サブタイトル                                         | 脚本                | 演出     | 視聴率 |
| -------------------------------------------------------------- | -------- | ---------------------------------------------------- | ------------------- | -------- | ------ |
| 第1話                                                          | 10月12日 | ありえないプロポーズ ! ?                             | 小山正太            | 平野眞   | 12.6%  |
| 第2話                                                          | 10月19日 | あなたじゃないとダメなんです！私は絶対に離れない     | 小山正太            | 平野眞   | 12.1%  |
| 第3話                                                          | 10月26日 | あなたを好きになることは一生絶対にありません！       | 小山正太            | 平野眞   | 10.7%  |
| 第4話                                                          | 11月02日 | 大波乱 ! ! 一触即発の四角関係 ! ! 禁断の秘密、バレる | 小山正太 根本ノンジ | 谷村政樹 | 11.6%  |
| 第5話                                                          | 11月09日 | イケナイ一夜 ! ? 大波乱の四角関係に禁断のジエンド    | 小山正太 根本ノンジ | 相沢秀幸 | 11.7%  |
| 第6話                                                          | 11月16日 | ハッピーウェディングは悪夢 ! ? 最強のライバル現る    | 小山正太 根本ノンジ | 平野眞   | 10.6%  |
| 第7話                                                          | 11月23日 | 今夜決着！負けたら終わり！ラブトーナメント決勝！     | 小山正太 根本ノンジ | 谷村政樹 | 12.1%  |
| 第8話                                                          | 11月30日 | 今夜限定！二人に訪れる切なすぎるラブエピソード…      | 小山正太 根本ノンジ | 相沢秀幸 | 11.4%  |
| 第9話                                                          | 12月07日 | さよなら潤子さん…引き裂かれる恋、衝撃のラスト        | 小山正太 根本ノンジ | 平野眞   | 11.6%  |
| 最終話                                                         | 12月14日 | 聖なる夜に恋の奇蹟！涙、涙のラストサプライズ         | 小山正太            | 平野眞   | 12.7%  |
| 平均視聴率 11.7%（視聴率はビデオリサーチ調べ、関東地区・世帯） |          |                                                      |                     |          |        |

### 受賞
- 第87回ザテレビジョンドラマアカデミー賞
  - 主演女優賞（石原さとみ）[12]
  - ドラマソング賞（back number「クリスマスソング」）[13]
  - 助演男優賞・2位（山下智久）[14]
- 第25回年間ドラマ大賞2015[15]
  - 主演女優賞（石原さとみ）
- 第19回日刊スポーツ・ドラマグランプリ[16]
  - 主演女優賞（石原さとみ）
  - 助演男優賞（山下智久）

### 関連商品
ホームメディア
5→9 〜私に恋したお坊さん〜 Blu-ray BOX
2016年4月20日発売。販売元：ポニーキャニオン。本編全10話：472分+特典映像封入。	規格品番 PCXC-60072
5→9 〜5時から9時まで〜 DVD BOX
発売日ほか同上。ポニーキャニオンより発売。規格品番 PCBC-61752

サウンドトラック
5→9 〜5時から9時まで〜 オリジナル・サウンドトラック
音楽：出羽良彰、羽深由理。2015年11月25日、ポニーキャニオンから発売。規格品番 PCCR-626

ノベライズ
5時から9時まで 〜私に恋したお坊さん〜
著者：豊田美加、脚本：小山正太・根本ノンジ。2015年12月8日発売。小学館から発売。ISBN 978-4-09-406235-9
| フジテレビ系列 月曜21時枠の連続ドラマ | フジテレビ系列 月曜21時枠の連続ドラマ                   | フジテレビ系列 月曜21時枠の連続ドラマ                                  |
| 前番組                                | 番組名                                                  | 次番組                                                                 |
| ------------------------------------- | ------------------------------------------------------- | ---------------------------------------------------------------------- |
| 恋仲 （2015年7月20日 - 9月14日）      | 5→9〜私に恋したお坊さん〜 （2015年10月12日 - 12月14日） | いつかこの恋を思い出してきっと泣いてしまう （2016年1月18日 - 3月21日） |